# Châtillon-en-Bazois
Châtillon-en-Bazois este o comună în departamentul Nièvre din centrul Franței. În 2009 avea o populație de 972 de locuitori.

## Evoluția populației
| An        | 1975  | 1982  | 1990  | 1999  | 2006 | 2009 |
| --------- | ----- | ----- | ----- | ----- | ---- | ---- |
| Populație | 1.151 | 1.179 | 1.161 | 1.056 | 986  | 972  |